# Masso
Masso är en ort i Burkina Faso.   Den ligger i provinsen Province de la Kossi och regionen Boucle du Mouhoun, i den västra delen av landet, 270 km väster om huvudstaden Ouagadougou. Masso ligger 287 meter över havet och antalet invånare är 2 465.
Terrängen runt Masso är platt. Närmaste större samhälle är Salanso, 16,7 km sydväst om Masso.
Omgivningarna runt Masso är en mosaik av jordbruksmark och naturlig växtlighet. Runt Masso är det ganska tätbefolkat, med 65 invånare per kvadratkilometer.